# Malcolm Turnbull
Malcolm Bligh Turnbull (Sídney; 24 de octubre de 1954) es un político australiano que fue primer ministro de Australia desde el 15 de septiembre de 2015 hasta el 24 de agosto de 2018.

## Biografía
Turnbull estudió derecho en la Universidad de Sídney. Más tarde recibió una beca para la Universidad de Oxford donde se graduó en derecho civil. Antes de entrar en la política, se desempeñó como reportero, abogado, asesor de inversiones y operador capital de riesgo . De 1993 a 2000 fue el presidente del Movimiento Republicano.
Durante el gobierno encabezado por John Howard tuvo un breve período como ministro de Medio Ambiente en 2007; al año siguiente fue elegido por primera vez como líder del partido en septiembre de 2008, convirtiéndose al mismo tiempo en líder de la oposición. En noviembre de 2009 su apoyo al impuesto del carbón encargado por el Grupo de Trabajo divide al partido liberal, y al mes siguiente perdió el liderazgo contra Tony Abbott. En un principio la intención de dejar la política, Turnbull se mantiene como diputado y llega a ser parte del gobierno de Abbott como ministro de comunicaciones en septiembre de 2013.[MINISTRO]
El 14 de septiembre de 2015, Turnbull desafió a Abbott por la dirección del partido, y gana la votación por 54 votos contra 44. Al día siguiente lo sucede como primer ministro.
Su liderazgo se vio comprometido por los cuestionamientos internos dentro del partido, debido a sus planes en materia energética. Turnbull se mantuvo en el cargo hasta el 24 de agosto de 2018, cuando dejó vacante el liderazgo del Partido Liberal y por tanto el cargo de primer ministro, para que se elija un nuevo líder. Lo sucedió su ministro del Tesoro, Scott Morrison.
Volvió a trabajar en finanzas, convirtiéndose en asesor principal del fondo de inversión estadounidense Kohlberg Kravis Roberts desde junio de 2019.